# Чигмеу
Чигмеу (рум. Cigmău) — село у повіті Хунедоара в Румунії. Адміністративно підпорядковане місту Джоаджу.
Село розташоване на відстані 281 км на північний захід від Бухареста, 19 км на схід від Деви, 103 км на південь від Клуж-Напоки.

## Населення
За даними перепису населення 2002 року у селі проживали 136 осіб, усі — румуни. Усі жителі села рідною мовою назвали румунську.